# 上坂めい
上坂 めい（かみさか めい、2002年4月20日 - ）は、日本のAV女優。

## 人物
- 調理師を目指して短大に通っていたこと、過去にアイドルの書類選考にも合格したことがあるが、調理師になりたいために諦めたこともあることを明かしている[2]。

## 作品
- とにかく潮が吹きたくて…。 雪白美肌の吹き過ぎ美少女AVデビュー！ 上坂めい（12月14日、アイデアポケット）

- 潮イキ大連発！！ アイドル美少女アクメ開発3本番！爆量おもらし10Lスペシャル！ 上坂めい（1月11日、アイデアポケット）
- アイドル制服美少女 お潮びちゃびちゃセックス大好き3本番 上坂めい（2月8日、アイデアポケット）
- 完全ノーカット ナマで覚醒 初めての中出し 混ざり合う愛液と精液と体液 生で交わる濃密中出しセックス 上坂めい（3月22日、本中）
- 初恋の新人女子マネージャーは合宿中の自由時間60分で汗だく絶倫先輩たちに寝取られ中出し輪●されています… 上坂めい（4月26日、本中）
- 【VR】制服美少女とイチャラブ同棲生活2SEX大量潮吹き大絶頂SPECIAL！！ 白い肌とぷるるんおっぱいが最高のカノジョとの同棲スタート高画質！！ 上坂めい（5月18日、ムーディーズ）
- 【妄想主観】お漏らしが止まらない絶対服従ご奉仕メイド 上坂めい（5月28日、エロタイム）
- 【VR】遠距離彼女が制服姿で初上京 予想外のおもらしスブ濡れ初エッチ 上坂めい（6月1日、マックスエー）
- 中イキ開発3泊4日 上坂めい（6月7日、グローリークエスト）
- 「イクっ！漏らしちゃう！」 淫乱絶頂生徒指導 無垢な優等生は敏感イキ過ぎ潮吹き大洪水！ 上坂めい（6月14日、オーロラプロジェクト・アネックス）
- 彼氏の前で理性崩壊エビ反り失禁潮吹き大噴射！！ 媚薬でNTRオイルエステ 上坂めい（6月21日、ABC/妄想族）
- マングリ潮吹き成敗！！～世の中の汚さを知らないリア充お嬢様の大事に育てられた敏感な身体をイカせまくって自分の潮で窒息させろ！～（6月23日、ひよこ）
- 【VR】悪徳エロ整体師VR 美少女の未開発な子宮口をほじくりまくる！拘束イキ潮オイルマッサージ 上坂めい（6月24日、ナチュラルハイ）
- 【VR】彼女のエロスが覚醒したPSS 感度ビンビンになり、ボクとのSEXで絶頂するようになるまで 上坂めい（6月29日、ケイ・エム・プロデュース）
- 予約半年待ちリピ率100％ 某メンズエステ店 密室×密着 イキ過ぎた禁断サービス 3（7月1日、DOC）
- ヤンデレめいちゃんのお兄ちゃん好き好き愛潮ぶっかけ調教日記 上坂めい（7月12日、BALTAN＜バルタン＞）
- 聖水お漏らしご奉仕メイド 上坂めい（7月12日、宇宙企画）
- 完ナマSTYLE@めい 真面目で一途で料理好きな可愛い子なのにビュウビュウと30発以上の潮吹きまくり鬼イキ円光な3年生 上坂めい（7月12日、First Star）
- W小悪魔 失禁ハーレム 制服美少女のオシッコ潮びちゃびちゃ浴び浴びサンドイッチFUCK 上坂めい 川北メイサ（7月19日、エムズビデオグループ）
- 馬乗りフェラ顔射2（7月26日、SEX Agent/妄想族）
- 快楽求めてオナニー三昧！動かぬ体で絶頂艶舞！3 クネる淫体15選！（7月26日、セレブの友）
- 卑猥命令されるとスイッチが入って『泣きながら！潮を吹きながら！』感じる女 上坂めい（7月26日、セレブの友）
- 【VR】脚は…好きですか？透き通った色白美肌、これでもかと堪能し続けるボク史上最高の脚フェティシズム 上坂めい（7月30日、SPICY VR）
- かわいい女の子2人 レズキス涎まみれのWレズ解禁 おまけにWパイパン 上坂めい のあういか（8月9日、ビビアン）
- 羞恥！男子校の性教育教材として扱われる新任女教師9～上坂めい先生編～
- 羞恥！ 新任女教師が学習教材にされる男子校の性教育 生徒の目の前で無遠慮な指が膣に挿入される！プライドは崩壊するが、子宮の奥から愛液があふれ出る 9（8月11日、サディスティックヴィレッジ）
- ツンデレ地味反応な彼女でも必ずイカせられるようになる！＜見れば必ずHが上手くなる＞！今日から＜潮吹き＞イカせロイヤルマスター！ 上坂めい
- 僕が先に好きだったのに…コンビニバイトの後輩の女の子がチャラ男と夜勤に入った翌朝、ごみ箱から大量の使用済みコンドームを発見 上坂めい（8月16日、かぐや姫Pt/妄想族）
- アプリで見つけた可愛い娘を、眠らせてお持ち帰りをした話。1（8月19日、DOC）
- 隣に引っ越してきた若妻痴女のドエロいパンチラ誘惑2 上坂めい（8月23日、セレブの友）
- 街角シロウトナンパ！ vol.115 あなたよりエロい友達（ヤリマン）を紹介して下さい！ 25（9月9日、DOC）
- 魅惑の黒パンスト完全着用オナニー15人！（9月13日、セレブの友）
- 【健康的な部活っ子限定】部活帰りのウブ女子校生をマ○コばかになるまで突きまくる！強●開発鬼マッサージ。2nd Season（9月22日、ひよこ）
- 顔面ドアップ罵倒センズリ鑑賞痴女（9月27日、SEX Agent/妄想族）
- とびっこを装着したままで繁華街をベロチューデートしちゃいました！2 上坂めい（9月27日、セレブの友）
- 超10代ちゃん vol.02（10月14日、DOC）
- 【ピンク過ぎ】が原因で乳首イジメに合い感度限界突破して乳首イキ潮吹かす女子○生 上坂めい（10月20日、Materiall）
- 進路のことで先生の家に来るように言われました… めいちゃん 上坂めい
- 2022年【本中】上半期傑作選！全110作品217発！！8時間！！2022年2月～2022年7月（10月25日、本中）
- 上坂めいの身体を快楽のまま精子まみれにした～卑劣中出し＆ぶっかけ3SEX！ 上坂めい（10月25日、セレブの友）
- この子ヤバイ！！ロリ美人はおもらし天使 上坂めい（11月1日、S-Cute）
- 逆バニーchan！ 大量潮吹き美少女 上坂めい（11月5日、プラネットプラス）
- 発射寸前！我慢汁垂れ流しの気持ちいいフェラチオ150連射8時間（RBB-245）（11月8日、ROOKIE）
- 「男の人が私の体液飲んでくれると濡れちゃうんです…」体液飲まれたがりのけなげな痴女子校生と体液飲まされいちゃいちゃSEX 2学期（11月10日、ひよこ）
- フェラで感じて潮吹いちゃう敏感淫口ピンサロ嬢 上坂めい（11月16日、BonキュンBon）
- 【VR】S-Cute VRフェラチオコレクション 美少女のおしゃぶりが気持ち良すぎる口内発射8連発！（12月2日、S-Cute）
- S-Cute年間売上ランキング2022 TOP30 8時間（12月6日、S-Cute）
- 【VR】HQ60fps 体観察VR2（12月14日、マックスエー）
- 僕の調教済み性処理人形お譲りします！3 上坂めい（12月27日、セレブの友）

- 魅惑の口内発射33連発 S-Cuteフェラチオコレクション2023（1月3日、S-Cute）
- パパ活美少女はちくび責めと全身ペロペロ愛撫が大好物！！ 上坂めい（1月5日、プラネットプラス）
- 羞恥 新入生発育健康診断2022（1月12日、サディスティックヴィレッジ）
- 絶対本番禁止のデリヘル嬢にナマ中出し！8 オイル素股でマ○コにチ○コを擦られてたら気持ち良すぎて思わずヌルっとナマ挿入！ダメよイヤよと嫌がりながら中出しされちゃう美乳嬢（1月17日、グローリークエスト）
- セクハラママさんバレー！5 ハイレグブルマ姿の人妻12人が挑む過酷なエロトレーニング（2月14日、かぐや姫Pt/妄想族）
- 完全勃起する主観チクビオナニー！ビンビンの勃起乳首で貴方に迫るオナ娘15人！！（2月28日、セレブの友）
- M男拘束！強●射精遊戯（2月28日、SEX Agent/妄想族）
- 失禁グミでアンダー少女を潮吹きスプラッシュ玩具化※用法用量をお守りください 上坂めい（3月21日、ドグマ）
- MOON FORCE CHEERS ぱこぱこしろうとコレクション。 vol.49（4月14日、MOON FORCE）
- なかなかしゃぶらせてもらえないおねだりフェラチオ（5月23日、SEX Agent/妄想族）
- S-Cute 女の子ランキング2023 TOP15 8時間（6月6日、S-Cute）
- 休日に彼女と。中出しハメ撮りSEXでおもらしする彼女 上坂めい（6月6日、S-Cute）
- 『IKUNA＃3.0 』デビュー3年以内新時代GAMANKO最恐対決！新時代級女王決定戦！「非現実な極限ロ●完全体 天使の慈母心堕天使の魔性」横宮七海vs「究極潮吹きプリンセス 白き彗星白鯨級放水ガール」上坂めい いつもイキ潮まくるAVスター競演＜イキガマン狂い＞絶頂決戦！…（6月16日、BOTAN）
- 制服緊縛 お仕置き緊縛で縄の悦を覚えた清純な体 上坂めい（6月27日、AVS Collector's）
- 【独占】ビビアン 2022年下半期コンプリートBEST 8時間 ～全作品の濃厚レズビアンセックス厳選収録～（7月11日、ビビアン）
- オーロラプロジェクトダイジェスト 夏の42連射 2022.06月～2022.11月（7月11日、オーロラプロジェクト・アネックス）
- 女子交性 ハメ撮りジャンクション。 vol.31（7月7日、DOC）
- 「こんな朝を迎えたい！」 朝フェラから始まる最高の1日 理想のMorning Routine！！1（7月14日、DOC）
- ストリップしながらパーツ見せオナサポ（7月25日、SEX Agent/妄想族）
- S-Cuteパイパン美少女コレクション2023 4時間（8月1日、S-Cute）
- 県立トビジオ大学医学部附属病院 看護中はずっと潮吹きっぱなし＆失禁しまくり 激ピスされても平然と医療行為をし続けるナース達（8月24日、SODクリエイト）
- 泥●露出ドキュメント 酔ってどこでもハメたがりドスケベ化！？台本無しで朝から何杯も呑ませたら感度あがりまくって急性ビンカン中毒！！イクイク我慢できずに潮吹き絶頂びちょ濡れつゆだくSEX 上坂めい（10月13日、山と空/妄想族）
- しっとり濡れた肉厚ベロをねっとり濃厚に絡ませ没頭する 人生最高のレズキス 50連発8時間（10月10日、ビビアン）
- 女性器×女性器で刺激MAX！制御不能のイカセ合いでマンマンぬるぬる大興奮！ レズビアン貝合わせ＆双頭ディルド絶頂8時間（11月14日、ビビアン）
- IKUNAシーズン1スーパーベスト！完全保存版いつもイキ潮まくるAVスター競演＜イキガマン狂い＞絶頂決戦！最高の絶頂女王は誰だ！全セクシー界GAMANKO最強対決！松本いちかvs皆月ひかる/由良かなvs工藤ララ/横宮七海vs上坂めい/沙月恵奈vs弥生みづき（11月17日、BOTAN）
- S-Cute年間売上ランキング2023 Top30 8時間（12月5日、S-Cute）
- 本気の絶頂中は声が出せないイクッも言えない…窒息するほどピストンでKOされたオンナたち50本番（12月7日、Materiall）
- ドグマ2023上半期作品集（12月19日、ドグマ）

- 上坂めいのすべて 潮吹き中出しSPECIAL（1月2日、GUPPI/妄想族）
- 濃密おもてなし口内発射33連発 S-Cuteフェラチオコレクション2024（1月2日、S-Cute）
- オプション付け放題！男を狂わすテクを駆使する極上巨乳嬢がいるVIP風俗（1月19日、BonキュンBon）
- レズビアンの♂♀性交 ペニバンレズSEX総集編4時間 part.5（2月13日、ビビアン）
- 先生と私 ～自慰マニア少女、美女教師とレズレッスン～（3月5日、U&K）
- パイパンで綺麗なマ〇コの美女に中出し12人BEST（3月20日、プラネットプラス）
- 無垢な正統派美少女が崩壊…喉奥拷問イラマチオ肉便器 上坂めい（3月22日、h.m.p）
- セクハラママさんバレー！2 ハイレグブルマ姿の人妻30人が挑む過酷なエロトレーニング 5時間（3月26日、かぐや姫Pt/妄想族）
- 騎乗位で観察する！激揺れおっぱい50人VOL.05（3月26日、ケイ・エム・プロデュース）
- 出したてオシッコ直売娘ちゃん ほかほか小便をゴクゴク飲ませて尿臭おま○こ即舐めさせ！飲尿クンニSEXで幸せを感じる商売上手な美少女J系 上坂めい（4月16日、ディープス）
- 近親相姦 妊娠して性欲が高まった母 上坂めい（4月30日、マザー）
- とびっこ羞恥デートで異常発情する綺麗なお姉さんの淫獣セックス！1190分8枚組ベストBOX（5月28日、セレブの友）
- S-Cute 女の子ランキング2024 TOP15 8時間（6月4日、S-Cute）
- 裏オプションあり、制服リフレの天使たち！8時間13分（6月11日、セレブの友）
- デレデレ甘抜き生徒＆ツンツン焦らし女教師 競い合うような痴女責めで逆ベクトルチ〇ポシェアされてる早漏教師のボク（6月11日、BALTAN＜バルタン＞）
- 女性専用 レズビアンデリバリーヘルス ～夫に内緒で自宅にデリヘル嬢を呼ぶビアン妻～（7月16日、U＆K）
- 超気持ちいい！超美人女優限定のフェラチオ50発8時間！（7月23日、セレブの友）
- 洋服買ってあげるから撮影モデルになってください！今どき女子をその気にさせるナンパセックス！7時間45分（7月23日、セレブの友）
- 「一滴残らず飲み干してっ！」真夏の聖水・潮・唾液ぶっかけ逆ハーレム3Pセックス！（7月23日、グローリークエスト）
- 極秘入手！街中に潜む強●魔の公衆トイレ鬼畜ハメ撮り映像集！Vol.4 9時間22分（8月13日、セレブの友）
- 真夏のゲリラ豪雨みたいにマ〇コから降り注ぐハメ潮SEX20本番（8月22日、Materiall）
- 美女子弄び個撮ハメ撮り～オヤジに完全服従セックス！！ めいちゃんDカップ 上坂めい（8月24日、CHCスタジオ）
- エッチなアオハル21連発 S-Cute制服美少女コレクション2024 8時間（9月3日、S-Cute）
- ロリレズ。あどけない少女たちが夢中で求め合い絶頂を迎える濃厚レズセックス4時間BEST（BBSS-088）（9月10日、ビビアン）
- おしっこ！お漏らし！放尿！聖水！失禁！スプラッシュ！あ～ら大変！きゃー恥ずかし～！出しっぱなし8時間（9月10日、ROOKIE）
- プレママ妊活レズ不倫～年下先輩ママとねっとり子育てレッスン～（9月13日、三和出版）
- 美女に挟まれ囲まれ密着されエロい匂いに包まれながらサンドイッチ射精したい… ド痴女コンビに身動き取れない状況で何度も何度もイカされる最高の逆3PハーレムBEST 8時間（9月17日、エムズビデオグループ）
- 選りすぐり巨乳たちの5時間超えスプラッシュ！イキ潮大噴射中出し性交SP/BONキュンBONベスト・354分（9月20日、BonキュンBon）
- つるまんぴゅあ娘が照れながらぱっくりエロ開花！ねっとりチ●ポハメに沼っちゃう！ 上坂めい（9月30日、オリンポス）
- 美巨乳とパイズリ三昧7時間 やっぱり最高に気持ちいい、ふわふわむっちりデカパイマ○コに挟まれたいでしょ！（10月18日、BonキュンBon）
- 無限絶頂潮吹きアクメ女子10人（10月22日、ケイ・エム・プロデュース）
- 日本一接客態度が悪いピンサロ店に行ってみた 「さっさと射精して、帰って寝ろよ」手コキ・フェラチオ・顔騎・本番SEX…全て、やさしさ0％！！（10月24日、SODクリエイト）
- 失禁ディープスロート 上坂めい（10月24日、レイディックス）
- 美少女のエロすぎひとりエッチ50連発 S-Cuteオナニーコレクション2024 8時間（11月5日、S-Cute）
- ザ・マジックミラースーツ 銀行編 これを着れば「存在」を「無視」されてSEXし放題（11月19日、ディープス）

- Wレズ解禁の瞬間をとらえた奇跡の4時間ベスト（1月14日、ビビアン）
- 引きこもりの義妹はお使いしてあげる代わりにいつでもマ○コ使い放題。 上坂めい（1月28日、SEX Agent/妄想族）
- 可愛いあの娘にイカされたい！制服女子大集合4時間スペシャル！（2月11日、BALTAN＜バルタン＞）
- 私の一番ヤリたいコト。酔っぱらって思う存分に潮吹いて拘束セックスされたい！ 上坂めい（2月25日、Vitamin/妄想族）
- 下校中レ×プ堕ち 鬼畜ピストンに耐え、震えた喘ぎ声をあげる気の毒な女子〇生たち。（2月25日、賢者の食卓/妄想族）
- マジックミラー号 大自然の中で育った田舎女子〇生に大人の保健体育！恋愛よりも部活に勤しむ健康的なスポーツ少女10名収録！（3月6日、SODクリエイト）
- えっ！？80％？なにこの数字？ヤレる確率が可視化されてボクだけに見える世界！病院編 なんだその頭の上に見えてる数字は！（3月11日、Hunter）
- ヌードデッサンモデルは交代制！しかもモデル以外も全員裸？美大に入ったら男はボク1人！授業中はモデルだけが恥ずかしくない様にまさかの全員全裸！（3月25日、Hunter）
- 「ウチらのオシッコ飲んで」ヤンチャJ系が唾液・汗・体液ぶっかけ！甘サド聖水ハーレム学園 沙月恵奈 上坂めい 由良かな（4月1日、ムーディーズ）
- 一般男女モニタリングAV イキ潮大噴出！親友同士の女子大生が潮吹きぶっかけバトル！相互潮吹きで決壊しちゃったWオマ○コはデカチン挿入でハメ潮が止まらない！びしょ濡れ4P乱交で仲良く連続スプラッシュ！（4月1日、ディープス）

## 出演

### テレビ
ビーチ9（2024年8月、テレビ埼玉）　出演者：MC 宮城りえ、ゲスト 野原なこ、松下りこ、上坂めい

## 外部サイト
- 上坂めい (@kamisaka_mei) - X（旧Twitter）